# Magnolia liliiflora
El árbol lirio, mulan, magnolia tulipán o magnolia lirio (Magnolia liliiflora), es un arbusto o árbol pequeño perteneciente a la familia de las magnoliáceas.

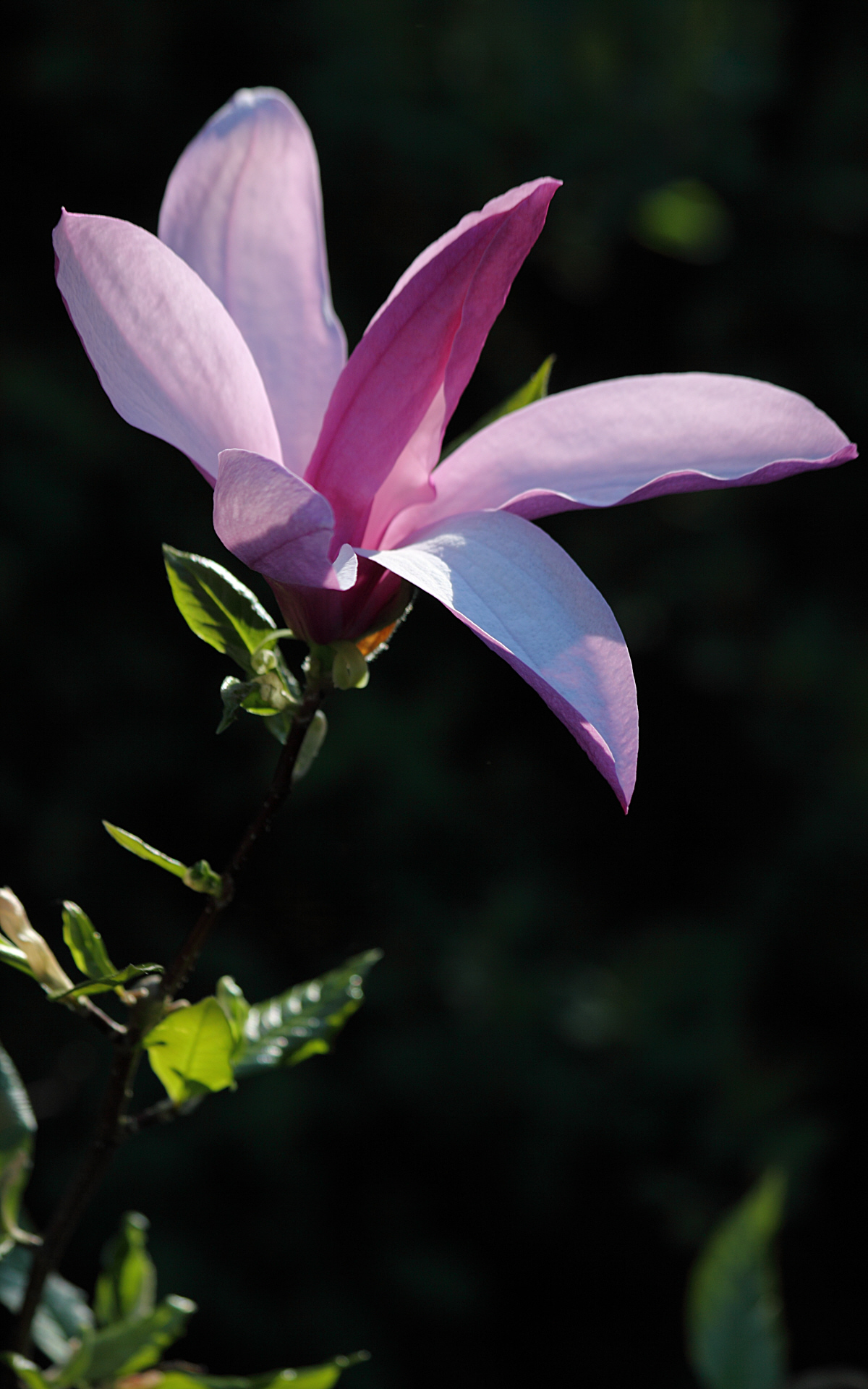
Flor

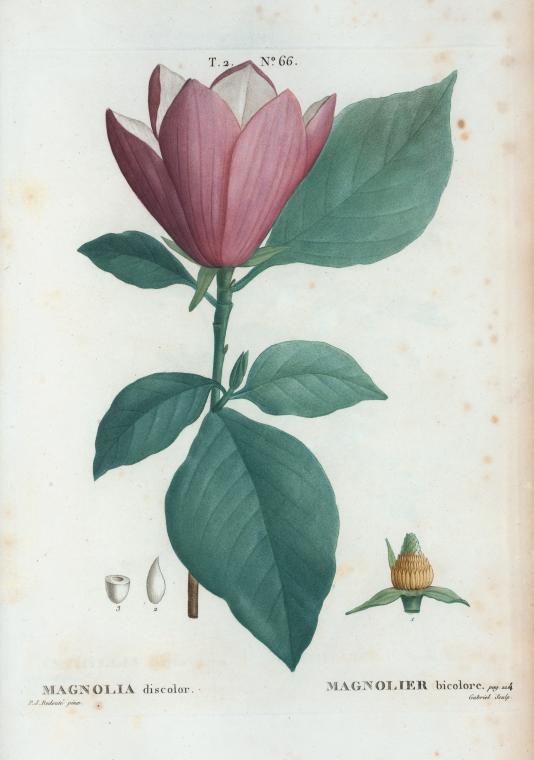
Ilustración

## Distribución
Es nativo del sudoeste de China (Sichuan, Yunnan), y cultivado por siglos en China y en Japón. Fue introducido en primer lugar,  a países de idioma inglés, de ejemplares japoneses, y por eso también llamado "magnolia japonesa", pero no es nativa de Japón.  Se cultiva como ornamental en Norteamérica y Europa, aunque no es tan vigoroso como sus híbridos (ver debajo).

## Descripción
Es un arbusto caduco, excepcionalmente un pequeño árbol, de  4 m de altura (más pequeño que muchas otras magnolias), y saca pimpollos profusamente en primaveras tempranas, con grandes flores rosas a  púrpura.
Esta especie es, junto con Magnolia denudata, ancestro del popular híbrido magnolia saucer.

## Taxonomía
Magnolia liliiflora fue descrito por Louis Auguste Joseph Desrousseaux y publicado en Encycl. 3(2): 675. 1792.
Etimología
Magnolia: nombre genérico otorgado en honor de Pierre Magnol, botánico de Montpellier (Francia).
liliiflora: epíteto latino que significa "con las flores de Lilium".
Sinonimia
- Lassonia quinquepeta Buc'hoz
- Magnolia atropurpurea Steud.
- Magnolia discolor Vent.
- Magnolia gracilis Salisb.
- Magnolia liliiflora var. gracilis (Salisb.) Rehder
- Magnolia liliiflora forma nigra (G.Nicholson) Geerinck
- Magnolia liliiflora var. nigra (G.Nicholson) Rehder
- Magnolia purpurea Curtis
- Magnolia quinquepeta (Buc'hoz) Dandy
- Magnolia soulangeana var. nigra G.Nicholson
- Talauma sieboldii Miq.
- Yulania japonica Spach
- Yulania japonica var. purpurea (Curtis) P.Parm.
- Yulania liliiflora (Desr.) D.L.Fu[3][4]

Híbridos
- Magnolia × brooklynensis G.Kalmbacher
- Magnolia × soulangeana Soul.-Bod.